# Lijst van wijken en buurten in De Wolden
De Nederlandse gemeente De Wolden is voor statistische doeleinden onderverdeeld in wijken en buurten. De gemeente is verdeeld in de volgende statistische wijken:
- Wijk 00 Zuidwolde (CBS-wijkcode:169000)
- Wijk 01 Alteveer (CBS-wijkcode:169001)
- Wijk 02 Kerkenveld (CBS-wijkcode:169002)
- Wijk 03 Drogteropslagen (CBS-wijkcode:169003)
- Wijk 04 Linde (CBS-wijkcode:169004)
- Wijk 05 Fort (CBS-wijkcode:169005)
- Wijk 06 Veeningen (CBS-wijkcode:169006)
- Wijk 07 Echten (CBS-wijkcode:169007)
- Wijk 08 Ruinen (CBS-wijkcode:169008)
- Wijk 09 Eursinge (CBS-wijkcode:169009)
- Wijk 10 Ansen (CBS-wijkcode:169010)
- Wijk 11 Ruinerwold (CBS-wijkcode:169011)
- Wijk 12 Koekange (CBS-wijkcode:169012)
- Wijk 13 De Wijk (CBS-wijkcode:169013)

Een statistische wijk kan bestaan uit meerdere buurten. Onderstaande tabel geeft de buurtindeling met kentallen volgens het Centraal Bureau voor de Statistiek (2008):
| CBS-buurtcode | Buurtnaam                         | Inwonertal | Opp. totaal (ha) | Opp. land (ha) | Ligging                |
| ------------- | --------------------------------- | ---------- | ---------------- | -------------- | ---------------------- |
| BU16900000    | Zuidwolde kern                    | 5170       | 262              | 262            | Locatie in de gemeente |
| BU16900009    | Verspreide huizen Zuidwolde       | 790        | 2043             | 2032           | Locatie in de gemeente |
| BU16900100    | Alteveer                          | 610        | 42               | 42             | Locatie in de gemeente |
| BU16900109    | Verspreide huizen Alteveer        | 270        | 532              | 531            | Locatie in de gemeente |
| BU16900200    | Kerkenveld                        | 490        | 53               | 53             | Locatie in de gemeente |
| BU16900209    | Verspreide huizen Kerkenveld      | 340        | 974              | 974            | Locatie in de gemeente |
| BU16900300    | Drogteropslagen                   | 300        | 69               | 69             | Locatie in de gemeente |
| BU16900309    | Verspreide huizen Drogteropslagen | 270        | 880              | 876            | Locatie in de gemeente |
| BU16900400    | Linde                             | 120        | 17               | 17             | Locatie in de gemeente |
| BU16900409    | Verspreide huizen Linde           | 520        | 1558             | 1553           | Locatie in de gemeente |
| BU16900500    | Fort                              | 190        | 31               | 31             | Locatie in de gemeente |
| BU16900509    | Verspreide huizen Fort            | 430        | 1677             | 1661           | Locatie in de gemeente |
| BU16900600    | Veeningen                         | 280        | 19               | 19             | Locatie in de gemeente |
| BU16900609    | Verspreide huizen Veeningen       | 320        | 840              | 809            | Locatie in de gemeente |
| BU16900700    | Echten                            | 190        | 58               | 58             | Locatie in de gemeente |
| BU16900709    | Verspreide huizen Echten          | 160        | 1336             | 1326           | Locatie in de gemeente |
| BU16900800    | Ruinen                            | 2710       | 174              | 174            | Locatie in de gemeente |
| BU16900801    | Oldenhave                         | 70         | 50               | 50             | Locatie in de gemeente |
| BU16900802    | Ruinerweide                       | 20         | 26               | 26             | Locatie in de gemeente |
| BU16900803    | Leeuwte                           | 90         | 56               | 56             | Locatie in de gemeente |
| BU16900804    | Hees                              | 60         | 28               | 28             | Locatie in de gemeente |
| BU16900809    | Verspreide huizen Ruinen          | 670        | 3320             | 3298           | Locatie in de gemeente |
| BU16900900    | Eursinge en Pesse                 | 60         | 29               | 29             | Locatie in de gemeente |
| BU16900909    | Verspreide huizen Pesse           | 40         | 524              | 522            | Locatie in de gemeente |
| BU16901000    | Ansen                             | 240        | 92               | 92             | Locatie in de gemeente |
| BU16901009    | Verspreide huizen Ansen           | 60         | 795              | 795            | Locatie in de gemeente |
| BU16901100    | Ruinerwold                        | 2370       | 193              | 193            | Locatie in de gemeente |
| BU16901101    | Haakswold                         | 110        | 107              | 107            | Locatie in de gemeente |
| BU16901102    | Oosteinde                         | 290        | 23               | 23             | Locatie in de gemeente |
| BU16901103    | Berghuizen                        | 160        | 37               | 35             | Locatie in de gemeente |
| BU16901104    | Weerwille                         | 80         | 26               | 26             | Locatie in de gemeente |
| BU16901105    | Oosteinde-Buiten                  | 500        | 317              | 317            | Locatie in de gemeente |
| BU16901109    | Ruinerwold-Buiten                 | 260        | 2742             | 2723           | Locatie in de gemeente |
| BU16901200    | Koekange                          | 1060       | 76               | 76             | Locatie in de gemeente |
| BU16901201    | Koekange Noord                    | 270        | 62               | 62             | Locatie in de gemeente |
| BU16901202    | Koekange Zuid                     | 160        | 78               | 78             | Locatie in de gemeente |
| BU16901203    | Koekangerveld                     | 140        | 41               | 41             | Locatie in de gemeente |
| BU16901209    | Verspreide huizen Koekange        | 740        | 2358             | 2349           | Locatie in de gemeente |
| BU16901300    | De Wijk                           | 2600       | 143              | 143            | Locatie in de gemeente |
| BU16901309    | Verspreide huizen De Wijk         | 320        | 947              | 923            | Locatie in de gemeente |